# Стари-Рас
Стари-Рас (серб. Стари Рас) — комплекс памятников средневековья, находящихся на территории Сербии, в 10–11 километрах на запад от города Нови-Пазар. Объект Всемирного наследия ЮНЕСКО с 1979 года. Представляет собой окрестности древнего города Рас, который на протяжении долгого времени являлся столицей раннего средневекового государства сербов, расположенного в Старой Сербии.

## История города
Город имеет богатую историю, уходящую корнями к бронзовому веку. В настоящий момент на территории города обнаружены военные крепости Римской империи, рядом с которыми во времена античности были возведены жилые постройки и базилика.
Под именем Рас в средневековых источниках город впервые упоминается во времена византийского императора Константина VII Багрянородного, как место сражения между войсками Сербии и Болгарии в конце IX века. В период с IX до начала XII века, крепость была под властью болгар, позже отошла сербам, находящимся под властью Византии.
С конца XII века и в век XIII, город был политическим и культурным центром сербского государства (называвшегося в честь него Рашкой) и столицей правителей династии Неманичи. В XIV и первой половине XV веков политическое значение города в значительной степени снизилось, а с 1455 года, после захвата города Турцией начался упадок города.
На территории Старого Раса находится Петрова церковь, старейшая из сохранившихся в Сербии церквей.